# Google Registry
Charleston Road Registry Inc. (CRR), nombre comercial: Google Registry,es un filial de Google LLC. Es la empresa que Google utiliza para gestionar sus dominios de niveles superiores (TLDs).

## Historia
La empresa fue fundada el 8 de febrero de 2012. Fue fundado por los necesidades por La Corporación de Internet para la Asignación de Nombres y Números (ICANN).
A 5  de abril de  2024 CRR tiene 46 TLDs:
- .ads[6][7]
- .android[8]
- .app[9][10][11]
- .boo[12][13][14]
- .cal[15]
- .channel[16][17]
- .chrome[18][19]
- .dad[20][21]
- .day[22][23]
- .dclk[24]
- .dev[25][26]
- .docs[27][28]
- .drive[29]
- .eat[30][31]
- .esq[32][33]
- .fly[34][7]
- .foo[35][36][33]
- .gbiz[37]
- .gle[38]
- .gmail[39]
- .goog[40][41]
- .google[42][43][44]
- .guge[45]
- .hangout[46]
- .here[47][48]
- .how[49][50][48]
- .ing[51][52][53]
- .map[54]
- .meet[55][56]
- .meme[57][58][59]
- .mov[60][61][62]
- .new[63][64][65]
- .nexus[66][67][68]
- .page[69][70][71]
- .phd[72][73][33]
- .play[74]
- .prod[75]
- .prof[76][77][33]
- .rsvp[78][79][7]
- .search[80][81]
- .soy[82][83][48]
- .youtube[84][28]
- .zip.[85][86][62]
- .みんな[87][88]
- .グーグル[89][90]
- .谷歌[91]